# Mihai Orădean
Mihai Orădean (n. 1868, Deva, județul Hunedoara – d. 1931, Deva, județul Hunedoara) a fost un deputat în Marea Adunare Națională de la Alba Iulia , organismul legislativ reprezentativ al „tuturor românilor din Transilvania, Banat și Țara Ungurească”, cel care a adoptat hotărârea privind Unirea Transilvaniei cu România, la 1 decembrie 1918 :p. 215.

## Biografie
A urmat cursurile școlii primare din Deva :p. 215.

## Activitatea politică
Ca deputat în Adunarea Națională din 1 decembrie 1918, Mihai Orădean  a fost delegat al Cercului electoral Deva :p. 215.